# Mauricio Lomonte
Mauricio Alberto Lomonte Suárez (La Habana, 10 de junio de 1982), más conocido como Mauricio Lomonte, es un locutor y presentador cubano de radio y televisión.
Lomonte comenzó en la radiodifusión en el año 2000 y posteriormente su carrera se expandió a la televisión como presentador. Actualmente trabaja para diversas emisoras de radio como Radio Reloj, Radio Taíno y Radio Rebelde. Aunque es principalmente reconocido entre el público cubano por presentar y conducir desde 2014 el programa televisivo “De la Gran Escena”.

## Primeros años
Mauricio Lomonte nació el 10 de junio de 1982 en La Habana. Su familia posee ascendencia italiana por vía paterna: de ahí el origen de su apellido, Lomonte.
Hasta la edad de un año, Lomonte vivió con su abuela, madre y tíos. Su abuela asume su crianza al fallecer su madre toda su infancia y adolescencia hasta que alcanzó la mayoría de edad.
Según dijo en una entrevista, aprendió a leer desde muy pequeño, entonces también jugaba a ser locutor, sin saber lo que hacía, pues siempre tuvo muy buena dicción. Sin embargo, no participaba en los matutinos de la escuela porque era y es aún muy tímido.
Fue su abuela quien le contó a Lomonte un día que su madre se había presentado en una ocasión a las pruebas de locución y las aprobó. Por otro lado, su padre, que emigró a los Estados Unidos, le comentó que él es un locutor frustrado.
Cursó el bachillerato en un internado a finales de la década de 1990, durante la época en que el sistema educativo cubano promovió el programa obligatorio denominado “becas pre-universitarias en el campo” (actualmente extinto), para quienes desearan obtener el título de bachiller.

## Carrera profesional

### 2000–2024: Inicios y desarrollo
Tenía solo 17 años cuando el profesional de la locución Tony Reytor, quien trabajaba en la emisora COCO, oyó hablar a Mauricio y le dijo: “Niño, esa voz hay que explotarla”. Así comenzó en dicha emisora como asistente de dirección, aunque sin acercarse a un micrófono.
También matriculó en talleres y cursos de locución a los que nunca faltó. Todo esto ocurría en el año 2000, en ese momento debutó en espacios culturales e informativos. Además, trabajó con Mareilys Plasencia, haciendo el personaje de Manuel Mendive en una revista de corte cultural llamada Perfiles, y se perfeccionó como locutor con el profesional de la palabra Nelson Moreno y pasó el curso de habilitación con los experimentados Antonio Pera y Ángel Hernández.
Por aquel entonces sustituyó al locutor del programa Música Viva, en Radio Rebelde, pero reconoce que al principio de esa experiencia estaba “muy verde”, porque hablaba muy rápido. Le recomendaron trabajar en Radio Reloj, donde comienza en enero de 2001. Concuerda con muchos colegas al considerar esta emisora como verdadera escuela para la formación de locutores. A sus 18 años, todos le decían que él podía convertirse en un gran locutor, pero que todo dependía de su constancia. Recuerda en tal sentido a dos grandes maestros: Ibrahím Aput y Laureano Céspedes. Su primer turno en esa emisora informativa fue el de la madrugada, acerca de eso explicó: “era un trabajo difícil, pues toda la noticia hay que decirla en un minuto y debe tenerse un buen sentido de la síntesis”. Lo ayudó mucho también en esa etapa Luis Alarcón Santana, que lo mandaba a leer en voz alta y a escuchar mucho Radio Reloj, donde se mantiene actualmente.
El 13 de noviembre de 2010, se realizó una fumigación para control de plaga de ratones que estaba dirigida a una cafetería llamada La Arcada, contigua al Instituto Cubano de Radio y Televisión, pero el gas de la fumigación penetró en la cabina de Radio Reloj a través de los conductos del aire acondicionado. Debido a eso, fue necesario evacuar a todo el personal de trabajo del edificio del ICRT en las primeras horas de la mañana. Lomonte se mantuvo solo en la cabina de la emisora y no permitió que saliera sin voz hasta que llegaran los rescatistas y fue trasladado a una sala de emergencias médicas a causa de la inhalación del gas y posteriormente fue dado de alta. Los bomberos desalojaron el edificio mientras que a varios empleados del ICRT, con molestias en los ojos y la garganta, hubo que administrarles oxígeno. Los locutores de Radio Reloj fueron trasladados temporalmente a las cabinas de Radio Rebelde hasta que se aclarara lo ocurrido. El incidente fue investigado por las autoridades policiales. Aunque inicialmente circularon versiones sobre un posible sabotaje, las evidencias halladas en el lugar parecieron descartar esa opción.
Durante una entrevista realizada casi dieciocho años después de su inicio en Radio Reloj, él dijo acerca de su trabajo allí que “Es una tarea difícil pues además de conocer el alcance que tiene la emisora, hablar durante una hora seguida y con una lectura a primera vista, sin preparación previa, supone un esfuerzo ingente para los locutores, por eso se precisa de experiencia y de mucha concentración e interpretación a la hora de salir al aire”.
La carrera de Lomonte se vio reforzada cuando luego de realizar un casting en la televisión, fue seleccionado para ser presentador de noticias de la tercera emisión del Noticiero Nacional de Televisión, al mismo tiempo empezó en Closed Caption y matricula los Cursos de Lengua de Señas para Sordos e Hipoacúsicos.

### 2014–presente: Éxito y consolidación en la televisión con “De la Gran Escena”

Mauricio Lomonte y Náyade Rivero en el Museo de Artes Decorativas de La Habana, durante una grabación del programa De la Gran Escena en 2020.

Es en el año 2017 que Lomonte dará el salto definitivo a la pantalla, cuando el veterano presentador del programa De la Gran Escena, Niro de la Rúa, abandona su conducción en dicho espacio. Mauricio es aceptado para sustituir a de la Rúa en la conducción del programa por el director José Ramón Artigas.
Lomonte además integra el colectivo de Radio Rebelde, específicamente del noticiero Portada Rebelde. En televisión pudo vérsele en la revista Buenos Días y en espacios especializados, noticiarios. Puso habitualmente su voz al programa Cartelera hasta noviembre de 2018, así como también en los materiales audiovisuales que procesa el Departamento de Doblaje de la TV.
Ha sido presentador de festivales nacionales como el Concurso de Música Campesina Eduardo Saborit y ha puesto su voz en distintos spots comerciales y otros materiales de Cuba y el exterior.
En la actualidad Lomonte labora en el Canal Habana y en el Suplemento Informativo de la ANSOC, que transmite de lunes a viernes Cubavisión.
En Radio Progreso conduce Ritmos y presentó el programa Aires de España, dirigido por José María Rodríguez Alonso y en el que se abordan temas vinculados a las regiones de España, su historia, su cultura y su gente.
Desde 2011 conduce el programa SOS Planeta, que emite señales de alerta sobre los daños al ecosistema y el peligro que eso implica para la biodiversidad, así como también sobre temas relacionados al arte, filosofía, economía, curiosidades de la historia y la cultura en general. Lomonte en este programa de radio también da noticias y habla frecuentemente acerca de la pandemia de COVID-19 y de los avances en investigaciones científicas relacionadas con esa enfermedad. El programa SOS Planeta es transmitido por Radio Taíno, la FM de Cuba.

## Muerte de su hermano
En mayo de 2019, el medio hermano de Lomonte, Luis Ernesto, fue asesinado de un disparo con arma de fuego a la edad de 39 años en los Estados Unidos a manos de un policía durante un altercado en el que las fuerzas de seguridad SWAT allanaron su casa en la ciudad de Davie, en Florida. Durante el enfrentamiento, Luis Ernesto había publicado un video en YouTube que lo mostraba sentado frente a una pantalla con múltiples cámaras de vigilancia, diciendo que mostraban a los oficiales afuera de su casa; mientras su novia, que estaba en la casa con él, también publicó un video en Facebook, diciendo que ella y su novio habían sido molestados por los vecinos antes de que llegara la policía, afirmando también que la policía estaba tratando de dispararles.